# Rybołapek
Rybołapek (Neusticomys) – rodzaj ssaka z podrodziny bawełniaków (Sigmodontinae) w obrębie rodziny chomikowatych (Cricetidae).

## Rozmieszczenie geograficzne
Rodzaj obejmuje gatunki występujące w Ameryce Południowej.

## Morfologia
Długość ciała (bez ogona) 95–211 mm, długość ogona 87–122 mm, długość ucha 8–14 mm, długość tylnej stopy 19–27 mm; masa ciała 32–75 g.

## Systematyka
Rodzaj zdefiniował w 1921 roku amerykański teriolog i paleontolog Harold Elmer Anthony w artykule poświęconym wstępnemu raportowi na temat ekwadorskich ssaków, opublikowanym w czasopiśmie American Museum novitates. Gatunkiem typowym jest (oryginalne oznaczenie) rybołapek górski (N. monticolus). 

### Etymologia
Neusticomys: gr. νευστικος neustikos ‘umiejący pływać, pływający’; μυς mus, μυος muos ‘mysz’.

### Podział systematyczny
We wcześniejszych ujęciach systematycznych N. orcesi umieszczany jest w rodzaju Chibchanomys, jednak analizy oparte na danych genetycznych i morfologicznych wykazują, że jest bliżej spokrewniony z Neusticomys; natomiast zaliczane do tego rodzaju taksony – ferreirai, mussoi, oyapocki, peruviensis i venezuelae zostały przeniesione do odrębnego rodzaju; tutaj lista gatunków za Mammal Diversity Database:
| Grafika | Gatunek                | Autor i rok opisu                                             | Nazwa zwyczajowa       | Podgatunki         | Rozmieszczenie geograficzne                                                        | Podstawowe wymiary                            | Status IUCN |
| ------- | ---------------------- | ------------------------------------------------------------- | ---------------------- | ------------------ | ---------------------------------------------------------------------------------- | --------------------------------------------- | ----------- |
|         | Neusticomys vossi      | J.D. Hanson, D’Elía, Ayers, Cox, S.F. Burneo & T.E. Lee, 2015 |                        | gatunek monotypowy | wschodnie zbocza Andów w południowej Kolumbii oraz północnym i środkowym Ekwadorze | DC: 9,7–11,1 cm DO:9,2–10,8 cm MC: około 32 g | NE          |
|         | Neusticomys monticolus | Anthony, 1921                                                 | rybołapek górski       | gatunek monotypowy | zachodnie zbocza Andów w Kolumbii i Ekwadorze                                      | DC: 9,5–21 cm DO: 8,7–11,4 cm MC: około 75 g  | LC          |
|         | Neusticomys orcesi     | (Jenkins & Barnett, 1997)                                     | rybkożerek pustelniczy | gatunek monotypowy | paramo od południowego Ekwadoru do środkowego Peru                                 | DC: 10,3–10,7 cm DO: 10,8–12,2 cm MC: 35–50 g | DD          |

Kategorie IUCN:  LC  – gatunek najmniejszej troski,  DD  – gatunki o nieokreślonym stopniu zagrożenia.